# 李心田
李 心田（り しんでん、1929年1月 - 2019年7月3日）は、中華人民共和国の小説家。代表作に小説『閃閃の紅星』『両個小八路』 。中国共産党党員。

## 略歴
1929年1月、江蘇省徐州市睢寧県に生まれた。
1953年、彼は作品を発表し始めた。
1961年には話劇の処女作『小鷹』をこの雑誌に発表している。同年、中篇小説『両個小八路』を発表。
1962年、華東軍政大学卒業。以後、彼は中国人民解放軍に参加し、部隊文化教育と文芸活動に従事。解放軍第28速成中学教員、済南軍区文化部幹事及前衛話劇団創作員、創作室主任、副団長、一級編劇を歴任する。
1971年、中篇小説『閃閃の紅星』を発表。
1979年に中国作家協会に加入し会員となる。
2019年7月3日、山東省済南市で亡くなった。

## 作品

### 長篇小説
- 『尋夢三千年』
- 『結婚三十年』
- 『夢中の橋』
- 『跳動の火焰』
- 『十幅自画像』

### 中篇小説
- 『閃閃の紅星』
- 『両個小八路』
- 『人の質量』
- 『沙場春点兵』
- 『藍軍発起衝擊』